# Gundal en Högås
Gundal en Högås (Zweeds: Gundal och Högås) is een tätort in de Zweedse gemeente Kungsbacka in de provincie Hallands län en het landschap Halland en de gemeentes Mölndal en Göteborg in het landschap Västergötland en de provincie Västra Götalands län. Het tätort heeft 363 inwoners (2005) en een oppervlakte van 79 hectare. Eigenlijk bestaat het tätort uit twee verschillende plaatsen: Gundal en Högås. Het tätort wordt omringd door met bos begroeide vrij lage heuvels.

## Verkeer en vervoer
Bij de plaats loopt de Länsväg 158.